# Sainte-Marie, Nièvre
Sainte-Marie är en kommun i departementet Nièvre i regionen Bourgogne-Franche-Comté i de centrala delarna av Frankrike. Kommunen ligger i kantonen Saint-Saulge som tillhör arrondissementet Nevers. År 2022 hade Sainte-Marie 86 invånare.

## Befolkningsutveckling
Antalet invånare i kommunen Sainte-Marie
| Referens: INSEE |